# Христо Търпев
Христо Търпев с псевдоним Страхил е български духовник и революционер, деец на Вътрешната македоно-одринска революционна организация.

## Биография
Христо Търпев е роден в 1872 година във Велгощи, Охридско, Османската империя, днес Северна Македония. Става свещеник и служи в родното си село. Влиза във ВМОРО. През 1902 година става нелегален четник при Никола Русински. От ноември е войвода на Езерската чета. Загива в сражение при село Конско в началото на 1903 година. В битката загиват още двама четници, а един е ранен и пленен от турците. Турските загуби са многократно по-големи.
След смъртта на поп Христо Езерската чета е оглавена от Никола Митрев.